# Nauki niepisane Platona
Nauki niepisane (gr. ἄγραφα δόγματα) Platona to teorie metafizyczne przypisywane mu przez jego uczniów i innych starożytnych filozofów, nie sformułowane wprost w jego pismach. W najnowszych badaniach są one czasami znane jako „teoria zasad” Platona, ponieważ obejmują dwie podstawowe zasady, z których wywodzi się reszta systemu. Uważa się, że Platon ustnie przekazał te doktryny Arystotelesowi i innym uczniom w Akademii. Platon uważał pewne części swoich nauk za nieodpowiednie do otwartej publikacji. Ponieważ doktryn tych nie można było wyjaśnić na piśmie w sposób, który byłby dostępny dla ogółu, ich rozpowszechnianie prowadziłoby do nieporozumień. Dlatego też Platon ograniczył się do nauczania niepisanych doktryn swoich bardziej zaawansowanych uczniów w Akademii. Zachowane dowody na temat treści niepisanych doktryn (Testimonia Platonica) pochodzą z tego ustnego nauczania. Pierwszym ważnym świadkiem, który wspomina o jej istnieniu, jest Arystoteles, który w pisze: „Prawdą jest, że sprawozdanie, które tam podaje [tzn. w Timajosie] różni się od tego, co mówi w swoich tak zwanych niepisanych naukach”, tj. w fundamentalnym nauczaniu metafizycznym, które Platon ujawnił tylko swoim najbardziej zaufanym uczniom. Zdaniem Thomasa Szlezáka błędem jest tłumaczenie wyrażenia „ta legomena agrapha dogmata” za pomocą frazy „tak zwane niepisane nauki”. W innych dialogach Platon używa bowiem słowa dogmata w znaczeniu „poglądów”, „opinii”, „przekonań”. W poprawnym tłumaczeniu należy więc mówić raczej o „tym, co nazywa się [platońskimi] niepisanymi naukami [poglądami, opiniami]”.

## Historia rekonstrukcji nauk niepisanych Platona
Rekonstrukcją nauk niepisanych Platona zajmowało się wielu badaczy w XIX i XX wieku. Chociaż nie zostały one zachowane w formie pisemnej, publikacje i prace tych uczonych przyczyniły się do rekonstrukcji tych nauk. Szczególnie badania Konrada Gaisera i tzw. szkoły tybingeńskiej doprowadziły do odtworzenia systematycznej postaci nauk niepisanych, w szczególności do zrekonstruowania treści wyrażającego je zaginionego wykładu Platona „O dobru”, którego treść stanowi istotną część dzieł Platona.
W 1823 roku Christian August Brandis opublikował „De perditis Aristotelis libris de ideis et de bono”, w którym analizował zaginione księgi Arystotelesa dotyczące idei i dobra. Ta praca była ważnym przełomem w badaniach nad naukami niepisanymi Platona. Tłumaczenie tej pracy na język angielski ukazało się w 2005 roku pod tytułem „A Study of the Lost Books of Aristotle on the Ideas and on the Good or on Philosophy”. W 1826 roku Friedrich Adolf Trendelenburg opublikował pracę „Platonis de ideis et numeris doctrina ex Aristotele illustrata”, w której wyjaśniał naukę Platona o ideach i liczbach na podstawie prac Arystotelesa. Ta praca przyczyniła się do dalszego rozwoju rozumienia nauk niepisanych Platona. W wydanych pośmiertnie w 1832 roku „Vorlesungen über die Geschichte der Philosophie” Hegel zauważył, powołując się na rozprawę Brandisa, że gdybyśmy mieli dostęp do nauk niepisanych Platona znanych z wykładu „O dobru”, mielibyśmy bardziej uporządkowaną filozofię Platona, ponieważ Plato systematycznie przedstawiał tam swoje poglądy. W 1908 roku Leon Robin opublikował pracę „La theorie platonicienne des idees et des nombres d’apres Aristote”, która koncentrowała się na teorii idei i liczb Platona, opartej na pismach Arystotelesa. W 1924 roku Julius Stenzel wydał pracę „Zahl und Gestalt bei Platon und Aristoteles”, która dotyczyła koncepcji liczby i formy u Platona i Arystotelesa. W 1926 roku A.E. Taylor opublikował artykuł „Forms and Numbers” w czasopiśmie „Mind”, który dalej rozwijał tematykę form i liczb w kontekście filozofii Platona. W 1930 roku Heinrich Gomperz przedstawił odczyt pt. „Platons philosophisches System” na Siódmym Międzynarodowym Kongresie Filozofii, w którym opisał całokształt ogólnego systemu filozoficznego Platona, rekonstruując treść wykładu Platona „O dobru”. W 1941 roku Paul Wilpert opublikował artykuł „Neue Fragmente aus peri tagathou”, który przyczynił się do odkrycia nowych fragmentów tekstu dotyczących nauk niepisanych Platona. W 1949 roku Wilpert wydał książkę „Zwei aristotelische Frühschriften über die Ideenlehre”, która dotyczyła zaginionych wczesnych prac Arystotelesa „O ideach” oraz „O dobru”, zawierających omówienie nauk niepisanych Platona. W 1950 roku Hans Leisegang zrekonstruował treść wykładu Platona „O dobru” w artykule „Die Vorlesung über das Agathon” w „Pauly-Wissowa Realencyclopädie der Classischen Altertumswissenschaft”. W 1955 roku Konrad Gaiser ukończył swoją rozprawę doktorską „Protreptik und Paränese bei Platon”. W 1959 roku ukazała się poprawiona wersja rozprawy Gaisera, w której przedstawił wyniki pracy doktorskiej Hansa Joachima Krämera, która wprowadzała nowe podejście do interpretacji Platonowych nauk niepisanych.
Pierwszą edycję świadectw nauk niepisanych Platona stanowi opublikowana w 1963 roku rozprawa habilitacyjna Konrada Gaiser pt. „Platons ungeschriebene Lehre”, która była rekonstrukcją ontologii platońskich nauk niepisanych. Gaiser dołączył do niej zbiór 72 świadectw na temat nauk niepisanych Platona, dla którego ukuł odtąd obowiązującą nazwę „Testimonia Platonica”. W 1974 roku J.N. Findlay opublikował książkę „Plato. The Written and the Unwritten Doctrines”, inspirowaną pracami Krämera i Gaisera, zawierającą angielski przekład 50 testimoniów. W 1982 roku Krämer opublikował książkę „Platone e i fondamenti della metafisica”, w której przedstawił włoski przekład testimoniów wraz z komentarzem. W 1986 roku Marie-Dominique Richard opublikowała książkę „L’enseignement oral de Platon”, która była oryginalną i niezależną od Krämera i Gaisera rekonstrukcją ustnej filozofii Platona. W 1998 roku Giovanni Reale opublikował włoską edycję „Testimonia Platonica” Gaisera. Również w 1998 roku José Ramón Arana Marcos opublikował pracę „Platon: Doctrinas no Escritas. Antología”, która stanowi najobszerniejszą dotąd antologię świadectw nauk niepisanych Platona. Polskie przekłady świadectw nauk niepisanych Platona wydali: Marian Wesoły, Seweryn Blandzi, Bogdan Dembiński, Artur Pacewicz oraz zespół pod kierownictwem Andrzeja Serafina. Dotychczasową rekonstrukcję nauk niepisanych Platona omówiono na dwóch konferencjach niemieckich: w Heidelbergu w 1967 roku oraz w Tybindze w 1996 roku. W Polsce miały miejsce trzy konferencje na temat nauk niepisanych: w Lublinie w 1992 roku, w Katowicach w 2004 roku oraz w Lanckoronie w 2023 roku.

## Krytyka pisma i przekaz oralny
Jak twierdzi Platon, tego, co najważniejsze nie można wyrazić w słowie, nie dlatego, że jest to niewypowiadalne i pozasłowne, lecz dlatego, że ten, któremu brak doświadczenia, i tak nie zrozumie słownego ujęcia. „Mąż poważny – zdaniem Platona – o rzeczach takiej wagi z całą pewnością pisać nie będzie i nie wyda ich na łup zawiści i nieporadności ludzkiej”, choć „w najkrótszych, jak tylko można, zamyka się słowach”. W Fajdrosie Platon przeprowadza krytykę pisma, przedkładając mowę nad martwą literę tekstu, który zapytany o cokolwiek, „bardzo uroczyście milczy”; mowa pisana ponadto „wpada w ręce zarówno tym, którzy ją rozumieją, jak i tym którym nigdy w ręce wpaść nie powinna”. Jedynym właściwym sposobem przekazu nauk filozoficznych jest więc żywa, dostosowana do rozmówcy mowa. Platon przedkłada więc przekaz oralny nad pisemny. Co więcej, Arystoteles wspomina o istnieniu tzw. nauk niepisanych (ἄγραφα δόγματα), stąd też mówi się o „nauce niepisanej” lub o „platonizmie oralnym”. Istnienie niepisanej nauki Platona potwierdzają niemal wszyscy starożytni, średniowieczni i chrześcijańscy neoplatonicy. Hans Krämer twierdzi jednak, iż ezoteryczna (wewnętrzna) doktryna Platona jest zbieżna z egzoteryczną (publiczną), wyrażoną w dialogach. Wedle Hansa-Georga Gadamera „prawda jest zawoalowana w ironii oraz intencjonalnie ukryta”, a stworzona przez Platona forma literacka: „nie jest jedynie inteligentnym miejscem ukrycia jego doktryn, lecz stanowi głęboko znaczący sposób ich ekspresji w ramach możliwości, jakie daje sztuka pisma”. Dialogi wyrażają jednak tę naukę w sposób zawoalowany, na przykład wedle Giovanniego Realego mit androgyna z Uczty stanowi alegoryczny wyraz platońskiej protologii, tzn. nauki o jedności i diadzie. Powody tego zamaskowania są natury politycznej (lęk przed konfliktem z panującą religią politeistyczną), dydaktycznej (brak przygotowania czytelnika), etycznej (niestosowność formy książkowej dla osiągnięcia celu etycznego) i religijnej (idee dotyczą dziedziny tego, co boskie, i jako takie są niestosowne dla każdego odbiorcy). Konsekwencją tego rozdźwięku są dezinterpretacje doktryny Platona, traktujące jego naukę jako doktrynę dwóch światów, postulującą idealny, prawdziwy świat, przeciwstawiony zmysłowo dostępnemu światu pozoru; nie zrozumie tego jednak ktoś, kto nie potrafi „zrozumieć stwierdzeń metafizycznych lub mistycznych”. Jak to ujął Nietzsche, „Platon jest w gruncie rzeczy panteistą w przebraniu dualisty”. Hans Kelsen dowodzi, że: „wszystkie techniki ukrywania cechujące dialogi, ezoteryka i stopniowe ujawnianie były szczególnie subtelnym sposobem wywierania wpływu na młodych mężczyzn, którzy pociągali seksualnie Platona; erotyzm ma bowiem również coś wspólnego z ukrywaniem i ujawnianiem”.
Wedle części tradycji badawczej to, co Platon zawarł w swoich dialogach, stanowi jedynie wstęp do właściwej, tajnej nauki (niepisana, przekazywana ustnie nauka). W nauce nowożytnej spór o istnienie nauki niepisanej datuje się co najmniej od polemiki Augusta Boeckha z Friedrichem Schleiermacherem z 1808 roku. Teorię nauk niepisanych krytykował w tym czasie Wilhelm Gottlieb Tennemann, twierdząc iż pisma Platona „są jedynym czystym źródłem, z którego poznać można rozumowania, a nie całkowity jego system, ponieważ znajdowały się agrapha dogmata (…). Przypuszczenie filozofii ezoterycznej na mylnej opiera się podstawie”. Zwolennicy teorii nauk niepisanych powołują się przede wszystkim na słynny List VII oraz dialog Fajdros, w którym filozof przeprowadza krytykę pisma. Platon wyraża w nich swoją krytykę wobec pisma na kilku różnych poziomach. Po pierwsze, Platon kwestionuje możliwość przekazywania najpoważniejszych rozważań poprzez pismo. Twierdzi, że niezależnie od tego, jak wiele informacji ktoś otrzymał od niego lub od innych, nie będzie w stanie zrozumieć tych zagadnień nawet trochę. Platon uważa, że istnieje pewna wiedza, która nie może być przekazana w słowach i zrozumiana tylko na podstawie tekstów. Jego zdaniem prawdziwe zrozumienie wymaga bezpośredniego doświadczenia i osobistej interakcji z przedmiotem badań. Po drugie, Platon sugeruje, że pismo może mieć negatywny wpływ na pamięć i mądrość. Opowiada mit o Tamuzie i Teucie, gdzie Tamuz twierdzi, że wynalazek pisma spowoduje, że ludzie przestaną ćwiczyć pamięć. Platon uważa, że pisanie prowadzi do zaniedbywania naturalnej zdolności pamięci i zastępowania jej pozorną mądrością. Osoby, które zdobyły dużą wiedzę poprzez czytanie, mogą wydawać się mędrcami, ale tak naprawdę nie posiadają głębokiego zrozumienia i są jedynie „mędrcami z pozoru”. Po trzecie, Platon podkreśla ograniczenia pisma jako środka komunikacji. Sokrates, postać w dialogu Fajdros, zauważa, że pisanie nie jest w stanie oddać pełni myśli i mowy. Słowa pisane są statyczne i nie mogą reagować na pytania ani dostarczać dodatkowych wyjaśnień. Platon uważa, że pismo jest ograniczone w porównaniu do ustnej komunikacji, która pozwala na bardziej dynamiczną wymianę idei i interakcję. Po czwarte, Platon podkreśla, że osoba, która posiada wiedzę o sprawiedliwości, pięknie i dobru, nie będzie bezmyślnie zapisywać tych idei na papierze. Pisanie jest uważane za nieodpowiednie narzędzie do przekazywania prawdy. Platon uważa, że prawdziwa wiedza powinna być przekazywana poprzez bezpośrednie doświadczenie i interakcję między nauczycielem a uczniem. W oparciu o te argumenty Thomas Alexander Szlezák sformułował twierdzenie, że prawdziwa nauka Platona nie została nigdy spisana – są to tak zwane nauki niepisane (agrapha dogmata), które mają stanowić przedmiot rekonstrukcji. Same Dialogi zaś byłyby w tej interpretacji jedynie zbiorem pewnych tez, służących przypominaniu sobie przez uczniów nauki niespisanej. Badacze ci skupieni są w tzw. szkole tybingeńskiej, założonej przez Hansa Krämera i działającej do niedawna na Uniwersytecie w Tybindze. Ostatnim aktywnym przedstawicielem szkoły tybingeńskiej był wspomniany wyżej Thomas Alexander Szlezák. Część tez badaczy z Tybingi jest obecnie rozważana coraz poważniej również przez oponentów idących ścieżką klasycznych interpretacji.

## Rekonstrukcja nauk niepisanych Platona
Na podstawie zachowanych świadectw można streścić treść niepisanych nauk Platona, zwłaszcza przekazanych przez jego zaginiony wykład „O dobru”. Nauki Platona na temat zasad nie zostały przezeń spisane, dlatego ich treść jest przedmiotem dyskusji. Często informacje te są przekazywane jedynie w sensie ogólnym lub nawet zniekształcone ze względu na polemiczne konteksty. Niemniej jednak istnieją pewne aspekty ogólnego systemu Platona, które są wystarczająco dobrze potwierdzone. Istnieją również określone wyrażenia, takie jak „αόριστος δυάς” i „μέγα καί μικρόν”, które można przypisać samemu Platonowi, określające drugą zasadę (diadę) w jego dualistycznym systemie zasad. Możliwa jest rekonstrukcja nauk niepisanych Platona w oparciu o rozprawę Arystotelesa „Περί τάγαθοΰ” („O dobru”, zapis wykładu Platona pod tym samym tytułem), którą jeszcze Aleksander z Afrodyzji czytał i cytował (ok. 200 n.e.), podczas gdy późniejsi komentatorzy (np. Simplikios) nie mieli już do niej bezpośredniego dostępu. Istnieje też zgodność treściowa między tym zapisem a fragmentarycznie zachowanym dialogiem Arystotelesa „Περί φιλοσοφίας” („O filozofii”). Doktryna platońska została przedstawiona przez Arystotelesa w tym dialogu jako pitagorejska. Ważne jest więc rozróżnienie między autentycznymi naukami Platona a starszymi elementami pitagorejskimi oraz rozgraniczenie oryginalnej nauki Platona od nauki jego uczniów. Platon zakładał ontologiczną różnicę między przeciwstawnych zasadami (co potwierdza świadectwo Arystotelesa), a także uznawał dziedzinę nauk matematycznych za model strukturalny ontologii ogólnej.
Swoje nauki Platon wyłożył publicznie w wykładzie O dobru (Περὶ τἀγαθοῦ), w którym dobro (τὸ ἀγαθόν) utożsamiane jest z jedno (τὸ ἕν), pierwotną zasadą ontologiczną. Treść tego wykładu została przekazana przez kilku świadków, między innymi Arystoksenosa, który opisuje to wydarzenie w następujących słowach: „Każdy przybył spodziewając się dowiedzieć czegoś o rzeczach, które są powszechnie uważane za dobre dla ludzi, takich jak bogactwo, dobre zdrowie, siła fizyczna i w sumie rodzaj cudownego szczęścia. Ale kiedy nadeszły matematyczne demonstracje, w tym liczby, figury geometryczne i astronomia, a na koniec stwierdzenie „dobro jest jedno” wydało im się, jak sądzę, zupełnie nieoczekiwane i dziwne; stąd niektórzy bagatelizowali sprawę, podczas gdy inni ją odrzucali”. Wedle świadectwa Aleksandra z Afrodyzji: „zdaniem Platona pierwszymi zasadami wszystkiego, w tym samych idei, są jedno i nieokreślona diada (ἡ ἀόριστος δυάς), którą nazwał dużym i małym (τὸ μέγα καὶ τὸ μικρόν). Można się tego również dowiedzieć od Speusipposa i Ksenokratesa oraz innych, którzy byli obecni na wykładzie Platona o dobru”. Ta relacja jest zgodna z opisem Arystotelesa metafizycznej doktryny Platona o zasadach (ἀρχαί) w Metafizyce: „Skoro idee są przyczynami wszystkiego innego, wnioskowałon [tzn. Platon], że ich zasady są zasadami wszystkich rzeczy. W związku z tym zasadą materialną jest duże i małe [diada], a istotą jest jedno (τὸ ἕν), ponieważ liczby pochodzą od dużego i małego przez uczestnictwo w jednym”. „Z tej relacji jasno wynika, że użył tylko dwóch zasad: zasady istotnej i przyczyny materialnej; ponieważ idee są przyczyną istoty we wszystkim innym, a jedno jest przyczyną tego w ideach. Twierdzi również, czym jest materialne podłoże, z którego idee są predykowane na rzeczy zmysłowe, a jedno na formy – jest to diada (ἡ δυάς), duże i małe (τὸ μέγα καὶ τὸ μικρόν). Ponadto przypisał tym dwóm zasadom odpowiednio przyczynę dobra i zła”.

## Redukcja do zasad jako cel dialektyki
Redukcja do zasad jest celem dialektyki Platona. Platońska dialektyka polega na poszukiwaniu najwyższych i fundamentalnych zasad, które stanowią podstawę dla całej rzeczywistości. Platon traktuje całą dziedzinę nauk matematycznych jako model ogólnej ontologii i nauki o zasadach. Poprzez systematyzację i aksjomatyzację matematyki Platońska dialektyka stara się osiągnąć jak najbardziej konsekwentny i spójny model zasad. Cel dialektyki Platona polega na wyjaśnieniu całościowej struktury rzeczywistości poprzez redukcję do jej fundamentalnych zasad. Istnieją dwie drogi do osiągnięcia tych zasad: redukcja przestrzenna i redukcja kategorialna. Przez te redukcje Platońska dialektyka dąży do odkrycia jedności i harmonii w całej rzeczywistości oraz wyjaśnienia relacji między abstrakcyjnymi zasadami a materialnym światem. Założeniem obu redukcji jest zasada warunkowania: to, co wcześniejsze warunkuje, to co późniejsze, ale nie odwrotnie, czyli to, co późniejsze może powstać tylko pod warunkiem, że istnieje wcześniejsze i ma w nim udział, natomiast to, co wcześniejsze nie jest warunkowane przez późniejsze. Byty wcześniejsze mogą też być nazywane przyczynami, a ich zniszczenie powoduje zniszczenie tego, co wtórne (skutku). W porządku poznawczym lepiej poznawane jest też to, co wcześniejsze, a zatem też bardziej uporządkowane.

### Redukcja przestrzenna
Redukcja przestrzenna, oparta na modelu matematycznym, to metoda elementaryzująca, polegająca na rozkładaniu złożonej całości na coraz prostsze części składowe, aż do najprostszych i ostatecznych elementów. Odnosi się w głównej mierze do stopniowego przechodzenia od świata materialnego (zjawiskowego) do abstrakcyjnych (inteligibilnych) zasad. Jest więc redukcją tego, co późniejsze do tego, co wcześniejsze i przypomina poszukiwanie zasady (ἀρχή) świata przez presokratyków, „czyli poszukiwania ostatecznych przyczyn, początków i elementów, gdzie wiodąca jest zasada oszczędności, aby rzeczywistość mogła być wyjaśniona na podstawie możliwie najmniejszej liczby prostych pryncypiów”.
Tradycja pośrednia w ten sposób przedstawia proces elementaryzacji:
„Ponadto [istnościami są] wszelkie części tkwiące w tych [rzeczach], które określają i oznaczają konkret, po rozłożeniu których rozkłada się także całość, jak np. dla płaszczyzny – ciało, jak mówią niektórzy, i powierzchnia [po odjęciu] linii, a w ogóle i liczba zdaje się do nich należeć, po jej bowiem odjęciu już nic nie pozostaje, a określa się nią wszystko. (...) Ponadto wcześniejszymi zwane są cechy rzeczy wcześniejszych, jak np. prostość [wcześniejsza jest] od płaskości: ta bowiem jest cechą istotną linii, a tamta powierzchni. Jedne więc w ten sposób zwane są wcześniejszymi i późniejszymi, drugie zaś według natury i istoty, te co mogą być bez innych, tamte zaś bez nich nie mogą; rozróżnieniem tym posługiwał się Platon”. (tłum. M. Wesoły)
Przedmioty zjawiskowe są złożone z bardziej prostszych części, które dalej można redukować do jeszcze prostszych, otrzymując następującą redukcję: ciało → bryła → płaszczyzna → linia → punkt, czyli redukcję do liczb. W filozofii greckiej, w szczególności u pitagorejczyków, a potem Platona, liczba była bowiem zestawiana z jej geometrycznymi i przestrzennymi odpowiednikami.
Liczba jest wielkością złożoną z jedności, „połączeniem monad, czyli czymś na wzór zbioru identycznych jedności, abstrakcyjną wersją układu jednakowych, ψήφοι, psephoi, kamyków”.
Stąd może być interpretowana nie jako ilość, ale relacja: „koncepcja platońska definiuje liczbę zasadniczo jako relację”. Jedno ograniczając diadę (wielkie i małe) tworzy liczby, czyli relacje, „mnogości monad”, z tym że jedno i odpowiadająca mu monada stanowią inteligibilną, nieprzestrzenną, niepodzielną zasadę (ale jeszcze nie liczbę), która multiplikując się w diadzie, tworzy dopiero pierwszą liczbę, czyli 2, rozumianą jako wielkość dwóch monad.
Całość zjawisk jest tu redukowana do liczb, a liczby do pryncypiów. Jedno jest zasadą liczb, stanowi pierwszą niepodzielną jednostkę, która gdy otrzyma położenie staje się równie niepodzielnym punktem, a dodawanie kolejnych jednostek tworzy liczby oraz odpowiadające im figury i przestrzenne wymiary. Mamy więc: 1 – punkt, 2 – linia, 3 – płaszczyzna, 4 – bryła. Odpowiednia liczba jednostek tworzy elementy brył, a zatem też przedmiotów zmysłowych oraz kolejne wymiary przestrzenne: punkt nie posiada wymiaru, tylko położenie. Dopiero dodanie do niego kolejnej jednostki (punktu) generuje pierwszy wymiar (długość), trzy jednostki generują już dwa wymiary (długość i szerokość), a cztery dodają kolejny wymiar do pozostałych (głębokość). Z pewnością jest tu nawiązanie do pitagorejskiej Tetraktys, czyli „arcyczwórki” (1, 2, 3, 4), symbolu wszechświata i kanonu dla wszystkich rzeczy, która w postaci rozwiniętej tworzy dekadę (1+2+3+4 = 10) oraz zawiera podstawowe proporcje. Proporcje – czyli odpowiednie stosunki (np. 2:1, 3:2) i progresje (np. 1, 2, 3, 9, 27, 81) liczbowe oraz wynikające z nich proporcje harmoniczne, wyliczane na podstawie średniej arytmetycznej, harmonicznej i geometrycznej – są podstawą generowania świata i jego porządku, ale też harmonii muzycznej, opartej na tetrachordach i podstawowych akordach (np. 2:1 oktawa, 3:2 kwinta).
Redukcja przestrzenna przebiega w porządku poznawczym (dialektycznym) od tego, co późniejsze do tego co wcześniejsze, czyli do liczb i ostatecznie zasad, które są przyczynami wszystkiego. W porządku ontycznym jedno ogranicza wielkie i małe do określonych liczb i proporcji, z których generowany jest porządek całości świata. Warto w tym miejscu wspomnieć
pitagorejską koncepcję przepływu (ῥύσις), której ślady znajdujemy u Platona, gdzie „pozostający w ruchu punkt przepływa w linię, linia przepływa w płaszczyznę, a płaszczyzna w przestrzeń”.
Liczba ma tu więc swoją dynamiczną moc generowania kolejnych wymiarów. Przywołując natomiast opozycję męskie-żeńskie, jedno, w procesie generowania, będzie czynnikiem męskim, dynamicznym, nadającym granice, a diada, żeńskim, biernym i przyjmującym, a z ich związku ograniczania nieskończoności (wielkiego i małego) powstaje porządek świata.

### Redukcja kategorialna
Redukcja kategorialna to metoda generalizująca, polegająca na podporządkowaniu różnorodności bytów podstawowym kategoriom, a następnie redukcji ich do dwóch nadrzędnych.
„Rzeczywistość zmysłowa: kosmos, obiekty naturalne, artefakty, polis i jej cnoty muszą być uważane za posiadające analogiczne struktury”, stąd też możliwy jest podział kategorialny tej rzeczywistości.
Całość świata zjawiskowego w swych dialogach okresu wczesnego i środkowego sprowadza Platon do determinujących go idei (np. człowiek, woda, sprawiedliwość, piękno), które następnie w późniejszych dialogach podporządkowuje parom podstawowych, opozycyjnych kategorii, czyli meta-ideom (najwyższym rodzajom) (np. byt-niebyt, tożsamość-różnica, ruch-spoczynek, podobieństwo-niepodobieństwo), a w nauce niepisanej dwóm generalnym kategoriom bytów (τὰ ὄντα): samoistnym i w relacji. Ostatecznie kategoria bytów samoistnych oraz kategorie par przeciwieństw, zarówno podstawowych (najwyższe rodzaje), jak i wszelkich innych (np. męskie-żeńskie, równe-nierówne), które podpadają ogólnie pod kategorię bytów w relacji, są redukowane do nadrzędnej opozycji stanowiącej ich zasadę – jednego (τὸ ἕν) i wielości (τὸ πλῆθος), czyli do dwóch ostatecznych pryncypiów:
„Nazywa zaś zasadą przeciwieństwo: Jedno i opozycję Jednego, czym jest Wielość. Tożsame bowiem jest jakimś Jednem, a odrębne mnogością i w mnogości. Tak samo i podobne i równe podpada pod Jedno, a niepodobne i nierówne pod mnogość. Dla poznania, że prawie wszystkie przeciwieństwa sprowadzają się jakby do zasady – Jednego i Mnogości – odsyła nas [Arystoteles] do Wyboru przeciwieństw, gdzie o nich specjalnie rozważał. Traktował o takim wyborze również w drugiej księdze O dobru”. (tłum. M. Wesoły)
Nadrzędne dwie kategorie, jedno i wielość przeciwstawiają się na różne sposoby, np. jako niepodzielne i podzielne, przy czym łatwiej postrzegana jest wielość i podzielność. Jedno przejawia się we wszystkich bytach samoistnych oraz w pierwszym członie opozycji (w podziale poniższym – alternatyw): w bycie, tożsamości, podobieństwie, spoczynku, natomiast drugie pryncypium w ich opozycji.
Podstawowy podział kategorialny bytów, podpadający pod nadrzędną kategorię jednego i wielości, a w jej następstwie głównie pod kategorię tożsamości (τὸ ταὐτὸν) i różnicy (τὸ ἕτερον), można przedstawić i scharakteryzować w następujący sposób:
- byty samoistne (τὰ καθ’ ἑαυτά, τὰ αὐτὰ καθ’ αὑτὰ), tożsame z sobą (zakładające relację tylko do siebie, jeden człon relacji), bez swoich opozycji, określane w stosunku do siebie, bez potrzeby odniesienia do czegoś innego (np. człowiek, koń, złoto, strój);
- byty relacyjne (τὰ πρός τι), nietożsame (zakładające różnicę, czyli dwa człony relacji), posiadające opozycyjne odniesienie do czegoś innego, potrzebujące do swojego określenia czegoś innego (np. większe od czegoś, szybsze od czegoś, ciepło w opozycji do zimna).

Byty relacyjne, czyli przeciwieństwa (τὰ ἐναντία) możemy podzielić jeszcze na dwie podkategorie:
- byty przeciwstawne (alternatywy) (np. równe-nierówne, nieruchome-ruchome, żywe-nieżywe, dobre-złe) – ujmowane na podstawie swojego przeciwieństwa; nie mogą występować równocześnie: gdy jeden znika w jego miejsce pojawia się drugi; nie dopuszczają też czegoś pośredniego; pierwszy człon odsyła do jednego i nie podlega stopniowaniu więcej-mniej, natomiast drugi, odsyłający do wielkiego i małego podlega (np. ruchome może poruszać się więcej lub mniej, natomiast nieruchome nie może być bardziej lub mniej nieruchome);
- byty współzależne (korelatywy) (np. ciężkie-lekkie, szybkie-wolne, wysokie-niskie, prawe-lewe) – ujmowane w powiązaniu ze swoją opozycją (korelatem); razem współistnieją i razem giną; dopuszczają coś pośredniego (np. między wysokim a niskim tonem jest ton harmoniczny); obie opozycje podlegają stopniowaniu więcej-mniej.

Zwięźle podział ten przedstawia uczeń Platona, Hermodor:
„Spośród bytów jedne nazywa [Platon] samoistnymi (καθ’ αὑτὰ), jak np. człowiek i koń, drugie zaś względem innych (πρὸς ἕτερα), a z tych jedne jako przeciwieństwa (πρὸς ἐναντία), jak dobro względem zła, drugie zaś jako relacje (τὰ πρός τι), z których jedne są określone, a drugie nieokreślone”. (tłum. M. Wesoły)
Przeciwieństwa na różnych poziomach (ontycznym, np. tożsamość-różnica; etycznym, np. dobro-zło; zmysłowym, np. ciepło-zimno) współistnieją i są ostatecznie zjednoczone w podstawowej opozycji jednego i wielości. Opozycyjność (dualność) nie jest tu wadą, ale zaletą, bowiem dzięki niej można mówić całościowym porządku bytów, jedności w wielości, holistycznej ontologii, gdzie każdy byt ma swoje właściwe miejsce, określone przez tę całość.
Forma biegunowa stanowi nie tylko dla Platona, ale też w ogóle dla umysłowości greckiej podstawową strukturę myślenia o świecie, która „widzi, pojmuje, modeluje i organizuje świat jako jedność w pary przeciwieństw. (…) przeciwieństwa jakiejś pary nie tylko są ze sobą nierozerwalnie związane jak bieguny osi kuli, lecz w swej najgłębszej logicznej egzystencji, to znaczy właśnie biegunowej, są od siebie uzależnione: gdyby straciły biegun przeciwny, straciłyby sens własnego bytu. Sens ten polega właśnie na tym, że jako przeciwieństwa (…) są częścią większej jedności, której nie można zdefiniować wyłącznie na ich podstawie”.

### Wyniki redukcji
Podsumowując można powiedzieć, że dialektyka Platońska za pomocą redukcji przestrzennej i kategorialnej prowadzi do rozpoznania we wszystkim (w wielości) jednego oraz jego porządku. Jedno ograniczając wielość (wielkie i małe) tworzy generalnie porządek (κόσμος) całego świata, a więc w jego aspekcie fizycznym, etycznym i estetycznym. Wprowadza w oparciu o proporcje liczbowe, których miarą ostateczną jest jedno, harmonię między jego elementami i przeciwieństwami, czyli piękno oraz właściwy ład duszy i sprawiedliwą wspólnotę (κοινωνία) ludzi i bogów. Jedno tworzy zawsze właściwą proporcję, tak jak jeden jest kąt prosty oraz wiele innych (rozwartych lub ostrych), tak jedna jest cnota (ἀρετή) i słuszne zachowanie oraz wiele złych. W tym sensie jedno można nazwać dobrem, bo wprowadza we wszystkim porządek i harmonię, które oparte są na właściwych proporcjach. Takie też wnioski płyną z Platona wykładu „O dobru”, w którym miał dobro sprowadzić do jednego:
„Dobroć (arete) danej rzeczy uwidacznia się w jej trwałości, pięknie i formie. Własności te zależą od porządku (taxis, kosmos), czyli od proporcjonalnego układu części w ramach całości. Podstawą porządku jest więc jedność, a zatem jedność jest przyczyną wszelkiego dobra, czyli dobra samego w sobie”.
Zło w tej perspektywie jest przekroczeniem granicy, zaburzeniem tych proporcji i porządku. O dobru jednego i złu diady, można więc mówić dopiero w momencie ich współdziałania w świecie, a nie jako wziętych oddzielnie, samych w sobie. Kiedy jedno, zgodnie ze swoją naturą, góruje nad diadą, mamy porządek, czyli dobro, kiedy zaczyna dominować brak porządku, diada – mamy zło. Zło jako brak dobra, czyli uporządkowania, nie ma swojej formy, czyli zasady organizującej.

## Dwie naczelne zasady: jedno i nieokreślona diada
Platon w swoich opublikowanych pracach wyrażał ideę istnienia dwóch przeciwnych dusz świata: jedna z nich „czyni dobro”, a druga „ma zdolność przeciwną”. Można z tego wnioskować, że istnieje dualizm w naturze, gdzie dwie przeciwstawne siły wpływają na świat. Istnieje „dobra” dusza świata, która ma pozytywny wpływ, oraz dusza „odwrotna”, która jest przeciwnością dobra. Ta dualistyczna koncepcja dusz świata wskazuje na istnienie dwóch przeciwnych zasad działających w świecie. W naukach niepisanych Platon sformułował teorię dwóch zasad rzeczywistości: jedna i diady. Ta teoria dotyczy sposobu, w jaki poznajemy rzeczywistość i jakie są podstawowe elementy świata. Druga zasada, nieokreślona diada, stanowi zasadę dualizmu, rządzi światem zmiany. Według Arystotelesa, diada jest nazywana podwajającą („dwuczynną”, „duopoios”), ponieważ „podwaja” wszystko, czego się dotyka. Oznacza to, że dualizm jest fundamentalną zasadą rządzącą światem zmienności, gdzie wszystko ma swoje przeciwieństwo lub odbicie.
W kontekście jedności i dwoistości, świadectwa również wspominają o dwóch możliwych sposobach postrzegania tych zasad. Mogą być one postrzegane jako (a) niezależne i nieustannie działające w naturze, będące w konflikcie lub sprzeczności, gdzie jedna zasada jest uważana za „dobra”, a druga za „złą”; (b) mogą być postrzegane jako równie niezależne, ale działające harmonijnie. W przypadku (a) dualizm ma charakter konfliktu, podczas gdy w przypadku (b) istnieje harmonijna współpraca dwóch zasad. W interpretacji teologicznej oznacza to, że istota Boga składa się z dwóch przeciwstawnych zasad, które są rozróżnialne we wszystkich rzeczach złożonych, ale jednocześnie obecne bez zmieszania w boskiej jedności. Istnieje aspekt męski i żeński Boga, współistniejący w jedności, ale różnicują się w manifestacji. W kontekście małżeństwa, symboliczne połączenie dwóch biegunów boskości odtwarza jedność, która istnieje w akcie miłości małżeńskiej.
Platon uważał jedno za transcendentną zasadę, która jest ponad bytem i jest pierwotnym dobrem. Jest ona przedstawiana jako niezależna, nieposiadająca potrzeb ani części, a jednocześnie przyczyniająca się do istnienia wszystkiego jako zasada wszelkiego bytu. Platon uznawał przeciwieństwa, takie jak liczność, nierówność, wielkość i małość, za pierwiastki złe samych w sobie. Wynika to z przekonania, że powstawanie i rozwój zachodzą poprzez przeciwieństwa, a zatem zło (kakon) jest związane z naturą wielości i nierówności. Porfiriusz twierdzi, że Platon używał różnych nazw, aby opisać pierwszą zasadę, która jako transcendentna jest ponad bytem i stanowi źródło wszystkiego. Jednym z tych terminów jest „jedno”, które odzwierciedla prostotę i niezależność. Drugim jest „dobro”, które wskazuje, że wszystko, co istnieje, jest dobre w miarę możliwości zbliżenia się do tego źródła.
Arystoteles sformułował krytykę utożsamienia przez Platona dobra z jednością, co miało stanowić główną tezę wykładu Platona „O dobru”, wskazując na wynikające z tego paradoksy, ponieważ oznaczałoby to, że zło ma naturę wielości. Oznaczałoby to bowiem, iż zło jest konsekwencją dobra wskutek jego zwielokrotnienia za sprawą działania drugiej zasady (diady). Zarazem jednak, z perspektywy ostatecznego monizmu, zło musiałoby być albo postacią dobra albo jego brakiem. Późniejszy platonizm opowiadał się za tą drugą opcją. Związek teorii zasad Platona z dobrem i złem można też dostrzec w kontekście jego koncepcji idei oraz wyższego dobra. Platońskie idee są abstrakcyjnymi formami doskonałych wzorców, które istnieją niezależnie od konkretnej materii, utożsamianej z drugą zasadą (w teorii zasad: diadą, w „Timajosie”: chorą). Dobro jest wedle Platona najwyższą z idei, która stanowi fundament i cel wszystkich rzeczywistości. Zło natomiast wynika z jej braku, czyli deficytu, niedoskonałości lub upadku.
Wedle świadectw nauk niepisanych Platona nie istnieje zło jako autonomiczny byt. Zło jest postrzegane jako brak dobra lub niedoskonałość. Z tej perspektywy idea zła nie istnieje jako odrębna, samodzielna istota, ale jest pojmowana jedynie jako brak dobra. Nie ma zatem także idei rzeczy złych. Z perspektywy teologicznej myśl tę wyraża platonik Pseudo-Dionizy Areopagita, zdaniem którego Bóg jako istota doskonała i wszechwiedząca postrzega wprawdzie zło jako odwrotność lub przeciwieństwo dobra, lecz właśnie jako wszechwiedzącym postrzega zło w kontekście większego planu, w którym zło ma swoje miejsce jako kontrast, przeciwność lub wyzwanie do osiągnięcia jeszcze większego dobra. Twierdzi on ponadto, że dobro jest początkiem i końcem, przyczyną i celem wszystkich rzeczy, zarówno dobrych i złych. Zło samo w sobie nie posiada substancjalnego istnienia. Podobnie twierdzi Mistrz Eckhart, zdaniem którego Bóg postrzega zło w kontekście dobra, widzi grzechy i zło jako odwrotność dobra, wszelako nie w samej idei (ideału) grzechu, lecz jako jej odwrócenie lub negację. Podobnie Bóg postrzega kłamstwo jako odstępstwo od idei (ideału) prawdy.
Podsumowując, problem jedności i dwoistości (dualności) w filozofii Platona dotyczy istnienia dwóch przeciwnych zasad działających w świecie oraz możliwości ich postrzegania jako skonfliktowanych lub harmonijnych. Analogicznie do dualizmu dusz świata mamy do czynienia z dwoma zasadami, gdzie druga zasada, nieokreślona diada, rządzi wprawdzie dziedziną zmienności, lecz ostatecznie jest podporządkowana nadrzędniej pierwszej zasadzie, która jako byt absolutny obejmuje też w sobie tę dziedzinę. Sama istota bytu składa się zatem z dwóch przeciwstawnych zasad, które są wprawdzie rozróżnialne, ale współistotne w jedności.

## Wywód dziedzin bytowych z zasad
Teoria zasad Platona zakłada, że z zasad generowane są liczby, a następnie formy przestrzenne, kosmos jako całość i cząstki materialne w kosmosie. W tej teorii istnieje również powiązanie między liczbami a proporcjami harmonicznymi, które rządzą kosmosem. Dedukcja, czyli wywód dziedziny zjawiskowości z zasad, polega na argumentowaniu, że uporządkowane byty powstały z nieuporządkowanych, a proces powstawania wymaga czasu i podziału, w którym kluczową rolę odgrywają zasady i liczby.
Poprzez dedukcję Platon starał się wyjaśnić powstawanie rzeczywistości i zjawisk na podstawie abstrakcyjnych zasad. Twierdził, że zasadnicze byty, które są uporządkowane i doskonałe, dają początek różnym formom i zjawiskom. Początkowo generowane są liczby, które są fundamentem struktury rzeczywistości. Następnie powstają formy przestrzenne, które tworzą kosmos jako całość. W tym procesie powstawania dochodzi również do pojawienia się cząstek materialnych, które stanowią elementy składowe kosmosu. Kolejnym aspektem dedukcji Platona jest rola proporcji harmonicznych. Według niego, proporcje harmoniczne są fundamentalne dla porządku i struktury kosmosu. Te proporcje powstają z liczb i odzwierciedlają harmonię i równowagę w naturze. Zasadnicze byty, generowane na podstawie tych proporcji, tworzą harmonijny układ rzeczywistości.
Jednak istnieje spór dotyczący tego, jak dokładnie zasady generują rzeczywistość. Niektórzy twierdzą, że powstające byty są nieuporządkowane i następnie uporządkowane, co jest sprzeczne. Inni argumentują, że istnieje proces powstawania, który rozdziela generację i czas. Twórczość Platona wykracza poza matematykę i fizykę, ponieważ twierdził, że zasady, liczby i proporcje harmoniczne są wyrazem idei, a także duchowego i transcendentnego aspektu rzeczywistości.
Platon przedstawił generację idei (liczb idealnych) i zjawisk z zasad w trzeciej części wykładu “O Dobru”, gdzie po redukcji do zasad dokonanej we wcześniejszych księgach miała zostać ponadto wykazana możliwość dedukcji świata z niehipotetycznych pierwszych zasad. Jednak przez samego Platona, wedle świadectwa Teofrasta, dedukcja została przeprowadzona tylko w ogólnych zarysach. Tak więc dyskusja poszczególnych problemów kosmologicznych zapewne nie została przeprowadzona w ramach wykładu “O Dobru”, ale raczej należy ją wiązać z indywidualnymi badaniami i dyskusjami w kręgu szkoły, które wyraźnie odzwierciedlają się również w dialogu „Timajos”. Ciąg wymiarów (liczba – linia – powierzchnia – ciało) odgrywał decydującą rolę zarówno w dedukcji, jak i w redukcji do zasad.
Arystoteles krytykuje tę teorię, argumentując, że nie można jednocześnie twierdzić, że byty są uporządkowane i nieuporządkowane. Wspiera się przy tym na argumentacji, że byty przyjęte jako pierwsze i jako drugie są w sprzeczności. Niektórzy zwolennicy Platona, tak jak Ksenokrates, broniący go w swoich pismach, sugerują, że powstawanie jest możliwe, a idee mogłyby powstać z tego, co jest wielkie i małe, zrównane przez jedność. Arystoteles jednak odrzuca takie twierdzenia, twierdząc, że liczby idealne nie powstają z powodu potrzeby poznania czy dydaktycznych, ale dlatego, że ludzie wierzą, że powstały, i dowodzą tego. Plutarch również porusza te kwestie, odnosząc się do zagadnień geometrycznych i matematycznych, które są często porównywane do procesu powstawania kosmosu. Odnosi się również do podziału zasad na trzy: Boga oraz materię i ideę, z których demiurg tworzy kosmos.

## Liczby idealne w teorii zasad
Teoria liczb idealnych Platona dotyczyła istnienia oddzielnych bytów, które pełniły rolę zasad i pierwotnych elementów liczbowych. Jednak interpretacje i zrozumienie tej teorii były różne. Platon uważał, że idee (lub formy) istnieją jako byty odrębne od świata zmysłowego. Te idee były postrzegane jako pierwotne względem innych bytów, a jednym z rodzajów idei były liczby idealne. Liczby idealne były traktowane jako pierwotne i niepodzielne, stanowiące zasadę dla innych liczb. Liczby matematyczne są stosowane w matematyce do opisywania właściwości i relacji liczbowych. Liczby te zdaniem Platona pochodzą od liczb idealnych. Zasadniczym problemem jest kwestia jedności i różnorodności w kontekście liczby idealnej. Platon rozważa, czy liczby idealne powinny być traktowane jako jednostki (monady), które nie różnią się od siebie, czy też powinny być uszeregowane w hierarchię, gdzie jedne są dodawalne, a inne nie. Istnieją różne interpretacje teorii liczb idealnych Platona. Niektórzy zrezygnowali z liczb idealnych na rzecz liczb matematycznych, inni zaś próbowali połączyć idee i liczby matematyczne. Platon nie wyjaśnił dokładnie teorii liczb idealnych, rozwijali ją jego następcy w Akademii.
W Platońskiej teorii liczb idealnych istnieją trzy podstawowe liczby: jedność, diada (dwa) i triada (trzy). Jedność jest uznawana za podstawową zasadę lub pierwowzór, który różni się od innych monad. Diada i triada wynikają z jedności. Liczby idealne nie są wzajemnie dodawalne, co oznacza, że nie można ich połączyć, aby otrzymać inną liczbę idealną. Teoria Platona różni się od teorii jego bezpośrednich następców, Speuzyppa i Ksenokratesa. Pewne jest, że Platon oprócz matematycznych liczb i wielkości przestrzennych przyjmował istnienie liczb idealnych oraz odpowiadających im idei matematycznych. Liczby idealne, w przeciwieństwie do matematycznych, uważane były za nieoperacyjne lub niekombinowalne (ασύμβλητοι, διάφοροι). Platon zakładał również, że jednostki (monady) w ramach każdej liczby idealnej są ze sobą porównywalne, podczas gdy między monadami różnych liczb ideowych istnieje nierówność analogiczna do geometrycznej.
Ograniczenie liczb idealnych do dziesięciu liczb (dekady) jest wyraźnie potwierdzone przez samego Platona w „Fizyce” Arystotelesa. Arystoteles zauważa krytycznie, że liczba gatunków istot żywych przekracza znacznie dziesięć. Z drugiej strony informuje, że Platon stworzył jedynie najbardziej ogólne założenia dotyczące rzeczywistości w obrębie dekady. Można więc wnioskować, że Platon wyjaśniał powstawanie poszczególnych idei dla gatunków i rodzajów różnych istot poprzez bardziej szczegółowy podział diairetyczny, który jednak pierwotnie jest określony przez liczby dekady. Arystoteles wydaje się ignorować w swojej krytyce, że platońskie liczby idealne są rozumiane jako zasady, które mogą jednocześnie tkwić u podstaw różnego rodzaju manifestacji.